# Jitney
Jitney è un'opera teatrale del drammaturgo statunitense August Wilson, debuttata a Pittsburgh nel 1982. La pièce è l’ottava del Ciclo di Pittsburgh e ha vinto il Laurence Olivier Award alla migliore nuova opera teatrale al suo debutto sulle scene londinesi nel 2002.

## Trama
La pièce è ambientata nella Pittsburgh del 1977, nel periodo del rinnovamento urbanistico. Cinque taxisti, Becker, Youngblood, Turnbo, Fielding e Doub, fanno fatica a tirare avanti e si attaccano nostalgicamente al passato. La vita Becker, il proprietario della stazione dei texi, cambia quando il figlio Booster esce di prigione, dove era stato rinchiuso per l'omicidio della fidanzata, che lo aveva falsamente accusato di stupro. Youngblood, intanto, ha risparmiato abbastanza soldi per un appartamento per sé, la fidanzata Rena e il piccolo Jesse, ma anche questo gesto non riesce a redimerlo agli occhi della compagna. Turnbo, il più anziano, si lamenta dei giovani d'oggi e, specialmente, di Youngblood, che continua a paragonare con gli autisti della vecchia scuola. Fielding, un ex alcolista, un tempo era un sarto finché il suo alcolismo gli ha rovinato gli affari. Doub, veterano della guerra in Corea, si lamenta che ora i bianchi lo trattano non meglio di quanto venisse trattato in guerra. Nel corso della pièce, i cinque uomini e i loro parenti e  amici si interrogano su come lenire le ferite del passato e fare il salto di fede verso un futuro incerto.